# Mula sa Puso
Mula sa Puso (Desde el corazón) es una serie de televisión filipina transmitido por ABS-CBN desde 10 de marzo de 1997 hasta el 9 de abril de 1999. Está protagonizada por Claudine Barretto, Rico Yan, Diether Ocampo y Rica Peralejo, con la participación antagónica de Princess Punzalan.

## Reparto
- Claudine Barretto como Olivia "Via" Pereira.
- Rico Yan como Gabriel Maglayon.
- Rica Peralejo como Trina.
- Diether Ocampo como Michael Miranda.
- Patrick Garcia como Warren.
- Paula Peralejo como Joei Madrigal.
- Princess Punzalan como Selina Pereira-Matias.